# آخرین شیلا
آخرین شیلا (به انگلیسی: The Last of Sheila) فیلمی محصول سال ۱۹۷۳ و به کارگردانی هربرت راس است. در این فیلم بازیگرانی همچون ریچارد بنجامین، داین کنون، جیمز کابرن، جوآن هکت، جیمز میسون، ایان مک‌شین و راکل ولش ایفای نقش کرده‌اند.